# プリティ・プリンセス2/ロイヤル・ウェディング
『プリティ・プリンセス2/ロイヤル・ウェディング』（原題：The Princess Diaries 2: Royal Engagement）は、2004年のアメリカ映画。2001年公開の『プリティ・プリンセス』の続編。前作はメグ・キャボットの『プリンセス・ダイアリー』を原作としていたが、本作はオリジナルストーリーである。

## あらすじ
前作から5年後、大学を卒業したミアは祖母クラリスに代わって女王に即位することになっていた。祖国ジェノヴィアに到着した彼女は、21歳を祝う誕生パーティーでハンサムな青年ニコラスと運命的な出会いをする。
しかし、そんな彼女に問題が起きる。自分の甥のデヴロー卿を王位に就かせ権力を握ろうとしていたメイブリー子爵は、ミアに王位継承権が無いことを告げる。ジェノヴィアの法律では、女性は既婚でなければ王位に就けないのだった。前時代的とのクラリスの反対にもかかわらず、伝統を重んじる議員たちは、ミアが30日以内に結婚しなければデヴロー卿を王位に就かせることを決定する。ミアの意思を完全に無視した議会の決定に、当然のごとく憤るミアは、更にそのデヴロー卿がニコラスであると知ると、一段と怒りを募らせる。かくしてミアの花婿探しが始まる。
多くのセレブの中からミアが選んだのはイングランドのケニルワース公爵アンドリュー・ジャコビー。ミアとアンドリューはマスコミらの衆人環視の下で交際を続け、わずか1週間で婚約に至る。
一方、険悪な仲だったミアとニコラスは徐々に惹かれ合って行く。そしてミアの結婚式を目前に控えたある夜、遂に2人はともに夜を過ごしてしまう。その姿をメイブリー子爵の差し金でマスコミが撮影していたことから、ジェノヴィアは大騒ぎになる。この事態にミアとアンドリューは互いに愛し合っていないことを認め合うが、それでも2人は自らの公人としての責任を果たすため予定通り結婚することに決める。
結婚式当日を迎えたミアはバージンロードの途中で、その場から逃げ出してしまう。ミアを追って来た祖母クラリスの言葉に意を決したミアは、式場で待つアンドリューに別れを告げ、参列者を前に未婚のまま女王の座に就くことを宣言する。当然ながら反発するメイブリー子爵をニコラスが制する。そして首相の助けを受け、未婚の王女が王位に就けないという現行の法律を撤廃させることに成功する。
ミアの結婚式を行うはずだった式場では、女王と、彼女と密かに愛し合っていた保安局長ジョーの結婚式が執り行われる。
ミアの戴冠式の日、誤解の解けたミアとニコラスは互いの愛を確認し合う。そして戴冠式は無事に執り行われ、ミアはジェノヴィアの女王となる。

## キャスト
プリンセス・アミーリア（ミア）・ミニョネット・ サーモポリス・レナルディ
演 - アン・ハサウェイ、声 - 甲斐田裕子
ジェノヴィアの女王の孫娘でアメリカ育ちの王女。女王の退位に伴い、王位を継承する予定。21歳。
クラリス・レナルディ女王
演 - ジュリー・アンドリュース、声 - 谷育子
ジェノヴィアの女王。王位を孫娘のミアに譲る予定。
ジョー（ジョゼフ）
演 - ヘクター・エリゾンド、声 - 麦人
ジェノヴィアの保安局長。クラリス女王と密かに愛し合っているのは公然の秘密。
女王の退位に伴い、自らも引退して女王と2人で暮らしたいと考えている。
リリー・モスコヴィッツ
演 - ヘザー・マタラッツォ、声 - 永澤菜教
ミアの親友。女性活動家。大学院に進学。
ニコラス・デヴロー卿
演 - クリス・パイン、声 - 竹若拓磨
王位継承権をミアと争うことになった貴族の青年。プレイボーイ。
シュヴァリエ王を曾曾曾祖父に持つ。
アンドリュー・ジャコビー公爵
演 - カラム・ブルー、声 - 宮本充
イングランドの貴族。ミアと婚約する。写真が趣味。25歳。
シャーロット
演 - キャスリーン・マーシャル、声 -  園田恵子
クラリス女王のアシスタント（秘書）。
メイブリー子爵
演 - ジョン・リス＝デイヴィス、声 - 菅生隆之
甥（妻の姉の息子）のニコラスを王位に就けようとミアを貶める策謀を繰り返す。
パリモア卿
演 - トム・ポストン
ジェノヴィアの国会議員。長老的存在。伝統を重視。
アサナ
演 - レイヴン・シモーネ、声  -  木藤聡子
ミアの友人である某国王女。
パオロ
演 - ラリー・ミラー、声  -  秋元羊介
美容師。ミアの結婚式でのヘアメイクを担当。
ヘレン
演 - キャロライン・グッドール、声  - 寺内よりえ
ミアの母親。ミアが通っていた高校の教師パトリックと結婚、現在妊娠中。
ハーモニー卿
演 - ポール・ウィリアムズ
ジェノヴィアの国会議員。
その他の声の吹き替え
島香裕／宮内敦士／多緒都／根本圭子／比嘉久美子／平野稔／田上有希子／小川一樹／園部好德／長克巳／仲野裕／水落幸子／小泉一郎太／鶴博幸／木下尚紀／井浦愛／田内裕一／若泉絵子／中澤やよい／伊井篤史